# Giacomo Filippo Maraldi
Giacomo Filippo Maraldi, född 21 augusti 1665 i Perinaldo vid Nice, död 1 december 1729, fransk-italiensk astronom.
Maraldi var släkting till Cassini, vilken 1687 kallade honom till Paris som sitt biträde vid Paris-observatoriet, där Maraldi till sin död var anställd som astronom. Han deltog även i det franska gradmätningsarbetet. Maraldi var flitig observatör och skriftställare. Bland annat gjorde han viktiga iakttagelser och undersökningar över solkoronan, planeten Mars rotation, fläckarna på Jupiter och Jupitermånarnas rörelse. Tillsammans med Cassini upptäckte han Saturnusringens delning. Nästan alla hans till ett mycket stort antal uppgående skrifter är publicerade i Parisakademins handlingar. 